# خوان رويث
خوان رويز (و. 1283 – 1350 م) هو شاعر، وكاتب من إسبانيا . ولد في ألكالا دي إيناريس .

## أعمال بارزة
من أهم أعماله كتاب الحب الفاضل

## روابط خارجية
- خوان رويز على موقع الموسوعة البريطانية (الإنجليزية)
- خوان رويز على موقع ديسكوغز (الإنجليزية)